# パックマンシリーズ

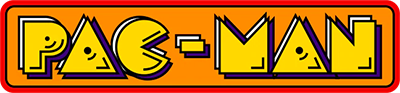
シリーズのロゴ

パックマンシリーズは、ナムコ（後のバンダイナムコエンターテインメント）が開発・発売したアーケードゲーム『パックマン』を初作とするコンピュータゲームのシリーズである。
アメリカではミッドウェイが『パックマン』の版権を管理しており、その縁で生まれた作品もあった。たとえば『ミズ・パックマン』は元々ゼネラルコンピュータが開発した『パックマン』のクローンゲームだが、ミッドウェイの許可を得たうえで正規の商品として世に送り出された。
初作の『パックマン』をはじめ、大半のゲームがドットイートゲームのジャンルに該当するが、『パックランド』（横スクロールアクション）のように他のジャンルの作品もある。
また、アーケードにとどまらず、家庭用ゲーム機や携帯電話にも移植されてきた。

## アーケードゲーム

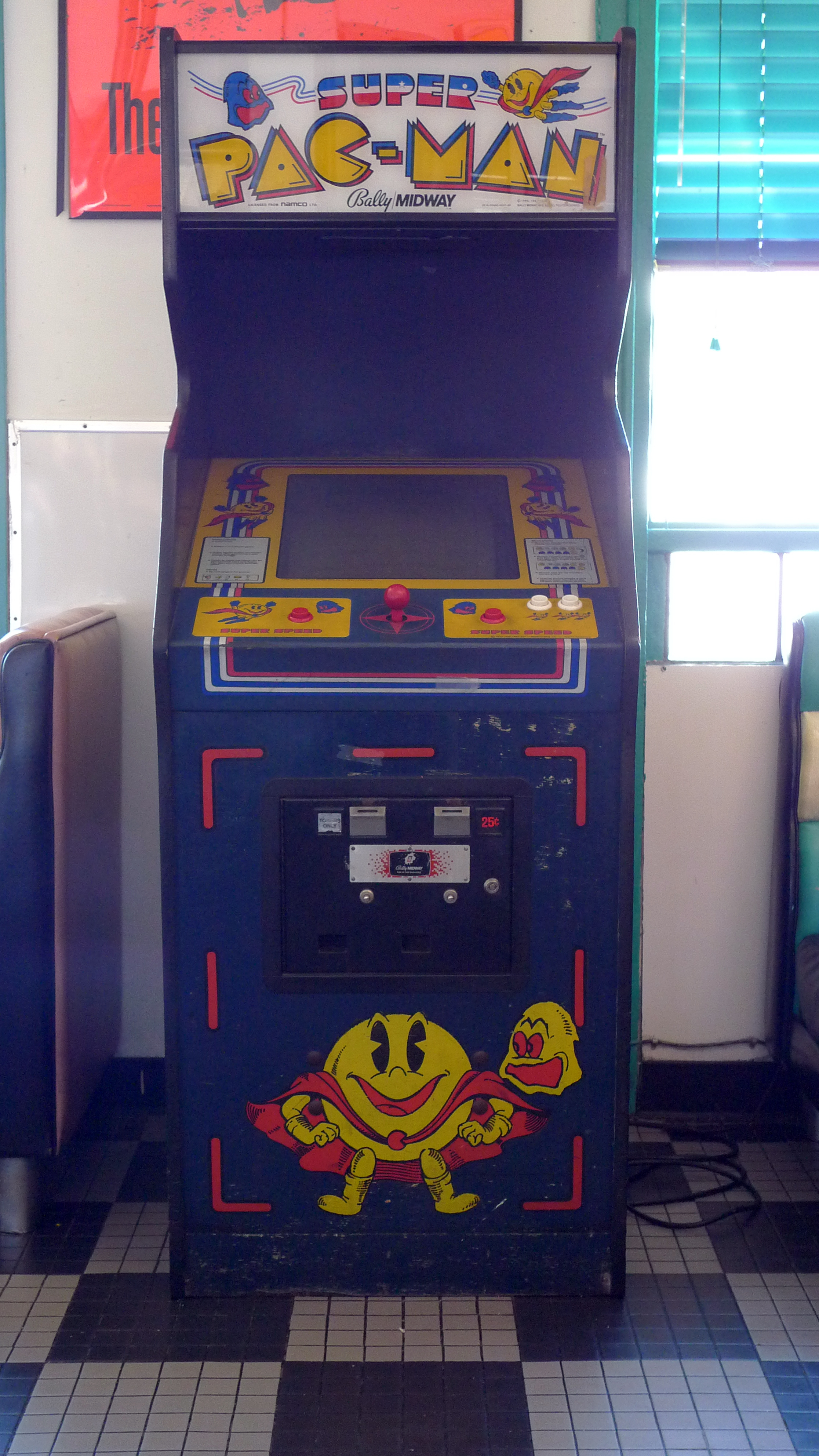
スーパーパックマンの筐体

- ミズ・パックマン（Ms. Pac-Man） - 1981年にアメリカで稼働開始。
- スーパーパックマン - 1982年に稼働開始。
- Mr. & Mrs. Pac-Man - 1982年4月に北アメリカで稼働していたバリー・ミッドウェイ製のピンボール[3]で、日本においては2010年の企画展。
- Baby Pac-Man（英語版） - 1982年にアメリカで稼働開始。ビデオゲームとピンボールゲームのハイブリッド。
- Pac-Man plus（英語版） - 1982年にアメリカで稼働開始。
- パック&パル - 1983年に稼働開始。
- パックランド - 1983年に稼働開始した横スクロールアクションゲーム。
- Jr. Pac-Man（英語版） - 1983年にアメリカで稼働開始。そのパックマンとミズパックマンの間に生まれた子供という設定で、帽子を被っている。迷路は2画面分横スクロールする。フルーツターゲットは自転車、凧、ドラム、風船、電車、猫、ビールの順。フルーツターゲットはモンスターの巣から出現しイジケモンスターのような動きで迷路内を移動する。通常のドットの他にラージドットという菱形をした少し大きめのドットが登場する。コーヒーブレイクはアカベエの子と結ばれるまでのショートエピソード。
- Professor Pac-Man（英語版） - 1983年にアメリカで稼働開始。クイズゲーム。
- パックマニア - 1987年に稼働開始。
- パックマン・アレンジメント（『ナムコクラシックコレクション Vol.2』内）[注釈 1] - 1996年に稼働開始。
- Pac-Man's Arcade Party - 2010年、パックマン30周年を記念して発売された縦画面アーケードゲーム筐体。『パックマン』のほか、『ゼビウス』、『ギャラガ』、『ローリングサンダー』等13作品が収録されている。家庭用筐体も存在する。
- パックマンバトルロイヤル - 2011年に稼働開始。
- WORLD'S LARGEST PAC-MAN - RAW THRILLSとの共同開発で、超大型モニターを採用。ジャパンアミューズメントエキスポに出展されているが、日本では一般発売されず[4]、パックマン関連のイベント会場[5]・アミューズメント施設[6][7]での稼働にとどまる。
- Pac-Man's Pixel Bash - 2018年発売の縦画面アーケードゲーム筐体。『Pac-Man's Arcade Party』に収録されていた作品に加え、『パック&パル』、『ドルアーガの塔』、『スプラッターハウス』等を追加し、計32作品が収録されている。ただし、Coin版筐体には『ミズ・パックマン』は収録されていない[8]。また、冷蔵庫付き筐体もラインナップされている[9]。発売当初はアメリカ限定だったが、2021年9月にアメリカ外への出荷を開始[10]。日本でも同年以降一部のnamco直営店で稼働開始している[7][11]。

## 家庭用ゲーム機ほか
| 作品名                                     | 発売時期およびサービス展開時期（初出機種）                                                                           | 備考 |
| ------------------------------------------ | --- | --- |
| Pac Attack                                 | 1993年（Super Nintendo Entertainment System）                                                                        | スーパーファミコン用ソフト『コズモギャング・ザ・パズル』の内容を差し替えた作品。                                             |
| ハロー!パックマン                          | 1994年（スーパーファミコン）                                                                                         | アクションアドベンチャーゲーム。                                                                                             |
| パックインタイム                           | 1995年（スーパーファミコン）                                                                                         | 横スクロールアクションゲーム。                                                                                               |
| パックマンワールド 20thアニバーサリー      | 1999年（PlayStation）                                                                                                | 3Dアクションゲーム。初代『パックマン』を収録。                                                                               |
| ミズパックマン メイズマッドネス            | 2000年 | 3Dアクション迷路ゲーム。 |
| パックマン アドベンチャー イン タイム      | 2001年（PC） | |
| パックマンワールド2                        | 2002年（PlayStation 2）                                                                                              | メインモードとは別に、『パックマン』、『ミズ・パックマン』、『パックマニア』、『パックアタック』を収録。                     |
| パックマンvs.                              | 2003年（ゲームキューブ、ゲームボーイアドバンス）                                                                     | ゲームキューブ用ソフト『R:RACING EVOLUTION』に同梱されたほか、クラブニンテンドー登録者向けにも配布された。                   |
| Pac-Man World 3                            | 2005年（PlayStation 2、Xbox、ゲームキューブ、PSP）                                                                   | パックマンワールドシリーズの続編で、北アメリカのみで発売された。                                                             |
| Pac-Man World Rally                        | 2006年（PC、PlayStation 2、Xbox、ニンテンドーゲームキューブ、PSP）                                                   | アメリカで発売されたレーシングゲームで、バンダイナムコのキャラクターによるクロスオーバー作品としての側面もある。             |
| Pac-Man Pinball Advance                    | 2005年（ゲームボーイアドバンス）                                                                                     | アメリカで発売。 |
| パックピクス                               | 2005年（ニンテンドーDS）                                                                                             | |
| パックンロール                             | 2005年（ニンテンドーDS）                                                                                             | メインはパックマンをタッチペンで転がすアクションゲーム。おまけとして初代『パックマン』を収録。                               |
| パックマン チャンピオンシップ エディション | 2007年（Xbox 360）                                                                                                   | 初代『パックマン』を競技向けにアレンジした作品。2010年には内容を強化した『DX』が配信された。                                 |
| パックマンリミックス                       | 2009年（iOS） | PlayStation Portable版『ナムコミュージアム Vol.1』に収録されている『パックマンアレンジメント』の移植版。                     |
| パックマンパーティ                         | 2010年（Wii） | シリーズ30周年記念として発売されたパーティーゲーム。「クラシックモード」として『パックマン』を収録。                         |
| パックマン&ギャラガ ディメンションズ       | 2010年（ニンテンドー3DS）                                                                                            | 新作『PAC-MAN TILT』（横スクロールアクション）のほか、『パックマン』、『パックマン チャンピオンシップ エディション』を収録。 |
| PAC-Match Party                            | 2010年6月（iOS、全世界）                                                                                             | |
| PAC CHAIN                                  | 2010年8月（iOS、全世界）                                                                                             | |
| PAC'N-JUMP                                 | 2011年（OS、Android）                                                                                                | |
| PAC-CHOMP                                  | 2011年（Android） | |
| PAC-MAN 256                                | 2015年（iOS、Android）                                                                                               | |
| PAC-MAN 99                                 | 2021年 - 2023年（Nintendo Switch）                                                                                   | Nintendo Switch Online加入者限定特典として配信された。初代『パックマン』を基にしたバトルロワイアル作品。                     |
| パックマンワールド リ・パック              | 2022年（Nintendo Switch、PlayStation 4、PlayStation 5、Xbox Series X\|S、Xbox One）                                  | 『パックマンワールド 20th アニバーサリー』のリメイク。                                                                       |
| Shadow Labyrinth                           | 2025年7月（Nintendo Switch、Nintendo Switch 2、PlayStation 5、Xbox Series X\|S、Steam）                              | 探索型2Dアクション |
| パックマンワールド2 リ・パック             | 2025年9月予定（Nintendo Switch、Nintendo Switch 2、PlayStation 4、PlayStation 5、Xbox One、Xbox Series X\|S、Steam） | 『パックマンワールド2』のリメイク。                                                                                          |

開発が中止された作品としてワンダースワンカラーの『GPS超!!パックマン』、PlayStationの『Pac-Man Ghost Zone』、ニンテンドーDSの『Super Pac-Man Pinball』、Xbox 360とPlayStation 3の『Pac-Man World 4』などがあった。

### コンピレーション作品
| 作品名                                       | 発売時期およびサービス展開時期（初出機種）                         | 備考 |
| -------------------------------------------- | ------------------------------------------------------------------ | --- |
| ナムコミュージアム                           | 1995年（PlayStation）                                              | PlayStation Portable版には『パックマンアレンジメント』（アーケード版とは異なる）、Wii版『みんなで遊ぼう!ナムコカーニバル』にはパックマンをフィーチャーしたアレンジゲームも収録。 |
| ナムコヒストリー                             | 1998年（Windows PC）                                               | VOL.3にパックマン、スーパーパックマン、パック&パル、ミズ・パックマンを収録。 |
| パックマンコレクション                       | 2002年（ゲームボーイアドバンス）                                   | パックマンアレンジメント（アーケード版）、パックマン、パックアタック、パックマニアを収録。 |
| NAMCO ARCADE                                 | 2012年（iOS,Android）                                              | パックマン、パックランドを収録。 |
| パックマンゲームス                           | 2012年（iOS）                                                      | パックマン、ギャラガ、ディグダグ、ラリーX、ワニワニパニック、PAC CHAIN、いずれもタイムアタック版を収録。 |
| パックマンミュージアム                       | 2014年 - 2017年（PS3、Xbox 360）                                   | パックマン、ミズ・パックマン（DLC）、スーパーパックマン、パック&パル、パックマニア、パックアタック、パックマンアレンジメント（PSP版『ナムコミュージアム』）、パックマン チャンピオンシップ エディション、パックマンバトルロイヤル、パックランドを収録。各収録ゲームで条件を満たすとメインメニューに『パックワールド』のキャラクターが追加される。 2022年配信の『+』にはパックインタイム、パックマンアレンジメント（アーケード版）、パック モトス、パックンロール リミックス、パックマン256を追加収録。 |
| ナムコットコレクション NAMCO MUSEUM ARCHIVES | 2020年（Nintendo Switch、PlayStation 4、Xbox One、Steam、Windows） | ファミコン版のパックマン、パックランド、チャンピオンシップエディションを収録。 |